# Narcissus pseudonarcissus subsp. moschatus
Narcissus pseudonarcissus subsp. moschatus es una subespecie de planta bulbosa perteneciente a la familia de las Amarilidáceas. Es originaria del norte de  España en los Pirineos y la cordillera Cantábrica.

## Descripción
Es una planta bulbosa de narcisos clásicos, con grandes flores de color crema, y con las flores caídas. Probablemente originaria del sur de Francia o el norte de España. Tiene los pétalos inclinados hacia adelante en gran parte paralelos a la corona en forma de trompeta.

## Taxonomía
Narcissus pseudonarcissus subsp. moschatus fue descrita por (Carlos Linneo) Baker y publicado en Handbook of the Amaryllideae 4, en el año 1888.
Etimología
Narcissus nombre genérico que hace referencia del joven narcisista de la mitología griega Νάρκισσος (Narkissos) hijo del dios río Cephissus y de la ninfa Leiriope; que se distinguía por su belleza.
El nombre deriva de la palabra griega: ναρκὰο, narkào (= narcótico) y se refiere al olor penetrante y embriagante de las flores de algunas especies (algunos sostienen que la palabra deriva de la palabra persa نرگس y que se pronuncia Nargis, que indica que esta planta es embriagadora).
pseudonarcissus: epíteto latino que significa "falso narciso".
moschatus: epíteto latino que significa "con olor almizclado.
Sinonimia
- Narcissus moschatus L., Sp. Pl. ed. 2: 415 (1762).
- Ajax moschatus (L.) Haw., Monogr. Narciss.: 2 (1831).
- Moskerion moschatum (L.) Raf., Fl. Tellur. 4: 21 (1838).
- Narcissus cernuus Roth, Catal. Bot. 1: 43 (1797), nom. illeg.
- Narcissus tortuosus Haw., Misc. Nat.: 179 (1803).
- Narcissus candidissimus Desf. in P.J.Redouté, Liliac. 4: t. 188 (1807).
- Ajax longiflorus Salisb., Trans. Hort. Soc. London 1: 349 (1812).
- Ajax patulus Salisb., Trans. Hort. Soc. London 1: 348 (1812).
- Ajax albus Haw., Suppl. Pl. Succ.: 117 (1819).
- Ajax albicans Haw., Monogr. Narciss.: 2 (1831).
- Ajax tortuosus (Haw.) Haw., Monogr. Narciss.: 2 (1831).
- Oileus albus (Haw.) Haw., Monogr. Narcissin.: 4 (1831).
- Narcissus albidus Heynh., Nom. Bot. Hort.: 539 (1841), nom. illeg.
- Hermione candida M.Roem., Fam. Nat. Syn. Monogr. 4: 216 (1847).
- Narcissus moschatus var. candidissimus (Desf.) Nyman, Consp. Fl. Eur.: 709 (1882).
- Narcissus albescens Pugsley, J. Roy. Hort. Soc. 58: 82 (1933).
- Narcissus alpestris Pugsley, J. Roy. Hort. Soc. 58: 79 (1933).[5]